# Château de Beaulieu (Saumur)
Pour les articles homonymes, voir Château de Beaulieu.
Le Château de Beaulieu est un château situé à Saumur, en France.

## Localisation
Le château est situé dans le département français de Maine-et-Loire, sur la commune de Saumur.

## Description
Le château de Beaulieu est bâti en 1727 par Jean Drapeau. Il est bâti dans un parc arboré et est situé au bord de la Loire  qui coule à 200 m face au château. Il y a un séquoia géant (qui est protégé) dans le parc.

## Historique
L'édifice est inscrit au titre des monuments historiques en 1987.